# سوريا سدهانتا
سُورِيَا سِدْهانتا (بالسنسكريتية: सूर्यसिद्धान्त، حرفيًّا: «رسالة الشمس») هي رسالة علمية سنسكريتية في علم الفلك الهندي ذات أربعة عشر فصلاً. تصف سوريا سدهانتا القواعد لحساب حركة الكواكب المختلفة والقمر بالنسبة إلى الكوكبات المختلفة، ولحساب مدارات الأجرام الفلكية المختلفة. النص معروف من مخطوطة مصنوعة من جريد النخل التي تعود إلى القرن الخامس عشر الميلادي، والعديد من المخطوطات الأحدث. تم تأليفه أو تنقيحه في حوالي 800م من نص سابق يسمى أيضًا سوريا سدهانتا.
ووفقًا لما ذكره أبو الريحان البيروني، عالم موسوعي مسلم، في القرن الحادي عشر، فإن نصًا يُدعى سوريا سدهانتا كُتِب من قبل الفلكي الهندي لاتا.
يؤكد النص، وفقًا لماركاندي وسريفاتسافا، أن الأرض كروية الشكل. تعامل الأرض على أنها كرة أرضية ثابتة تدور حولها الشمس - نموذج مركزية الأرض - ولا تذكر أيًا من أورانوس أو نبتون أو بلوتو، لأن هذه الكواكب غير مرئية بدون التلسكوبات. يحسب قطر الأرض بـ 8000 ميل (حديثًا: 7928 ميل)، قطر القمر 2400 ميل (حديثًا: حوالي 2160 ميل) والمسافة بين القمر والأرض 258000 ميل (معروف الآن اختلافه: 221,500 - 252,700 ميل (356,500 - 406،700 كيلومتر)). يُعرف النص ببعض المناقشات المعروفة عن الكسور الستينية والدوال المثلثية.
سوريا سدهانتا هو واحد من العديد من النصوص الهندية المتعلقة بعلم الفلك. إنه يمثل نظامًا وظيفيًا قدم تنبؤات دقيقة بشكل معقول. كان للنص تأثير على حسابات السنة الشمسية للتقويم الهندي القمري الشمسي. تُرجم النص إلى اللغة العربية وكان له تأثير في الجغرافيا الإسلامية في العصور الوسطى.